# Friedrichswerdersche Kirche
Friedrichswerdersche Kirche – neogotycki kościół poewangelicki w Berlinie, w części miasta o nazwie Friedrichswerder, zaprojektowany przez Karla Friedricha Schinkla. Od 1987 filia Starej Galerii Narodowej.

## Historia
Kościół został wzniesiony w latach 1824–1830. Projektant świątyni, Karl Friedrich Schinkel, planował początkowo wznieść ją w stylu klasycystycznym na wzór rzymskiej świątyni Maison Carrée w Nîmes. Schinkel sporządził cztery wersje kościoła, a za namową księcia i późniejszego króla Fryderyka Wilhelma IV zdecydowano się na staroniemiecki styl, czyli neogotyk. Architekt w projekcie pozostał jednak wierny starożytnym proporcjom. Z uwagi na ograniczone środki finansowe zdecydowano się na jedną nawę, wzorowaną na kaplicach angielskich uczelni, a materiał – cegła, nawiązuje do nieodległych kościołów: św. Mikołaja i Mariackiego. Budulec ten w owym czasie nie był w Niemczech zbyt popularny, a kościół uważany jest za pierwszą ceglaną budowlę reprezentacyjną od czasów średniowiecza. Wygląd pinakli przeprojektował w 1843 roku uczeń Schinkla, Friedrich August Stüler.
Po ukończeniu budowy świątynia była wykorzystywana przez wspólnotę niemiecką i francuską. Po zniszczeniach II wojny światowej świątynię częściowo zabezpieczono, generalny remont miał miejsce dopiero w latach 1979–1986 na pamiątkę 200. rocznicy narodzin architekta. W 1987 roku, z okazji 750-lecia Berlina, przekształcono go w filię Starej Galerii Narodowej, a po kolejnej renowacji z lat 1997–2000 urządzono w nim wystawę rzeźb z XIX wieku.
W 2012 roku kościół zamknięto z powodu pęknięć i deformacji zachodniej części kościoła. Ponowne otwarcie miało miejsce po zakończeniu prac remontowych w 2020 roku.

## Architektura
Świątynia neogotycka, ceglana, jednonawowa, zaprojektowana z wykorzystaniem klasycznych proporcji. Nawa ma długość pięciu przęseł, prezbiterium zakończone jest wieloboczną absydą. Przypory ustawiono wewnątrz kościoła, nadbudowano je o pinakle wystające ponad elewacje. Okna dekorują maswerki. Dwuwieżową fasadę zdobi portal główny o dwóch arkadach, z rozetami w tympanonach. W spandrelach łuków umieszczono terakotowe płaskorzeźby aniołów, a przestrzeń między dwiema arkadami zdobi figura Michała Archanioła zabijającego smoka. Wygląd żeliwnych drzwi zaprojektował Christian Friedrich Tieck. Wnętrze kościoła przykrywa sklepienie gwiaździste.

## Wyposażenie
Wewnątrz kościoła prezentowana jest wystawa XIX-wiecznej rzeźby zatytułowana Ideal und Form. Zgromadzono tu dzieła m.in. Johanna Gottfrieda Schadowa, Emila Wolffa, Christiana Daniela Raucha, Angeliki Facius, Elisabet Ney, Anny von Kahle, Adolfa von Hildebranda i Artura Volkmanna. Prócz tego we wnętrzu ustawiona jest figura projektanta świątyni, Karla Friedricha Schinkla, wykonana przez Christiana Friedricha Tiecka, oraz elementy sakralnego wyposażenia, takie jak ambona i mensa ołtarzowa. Częściowo zachowały się oryginalne witraże.

## Galeria

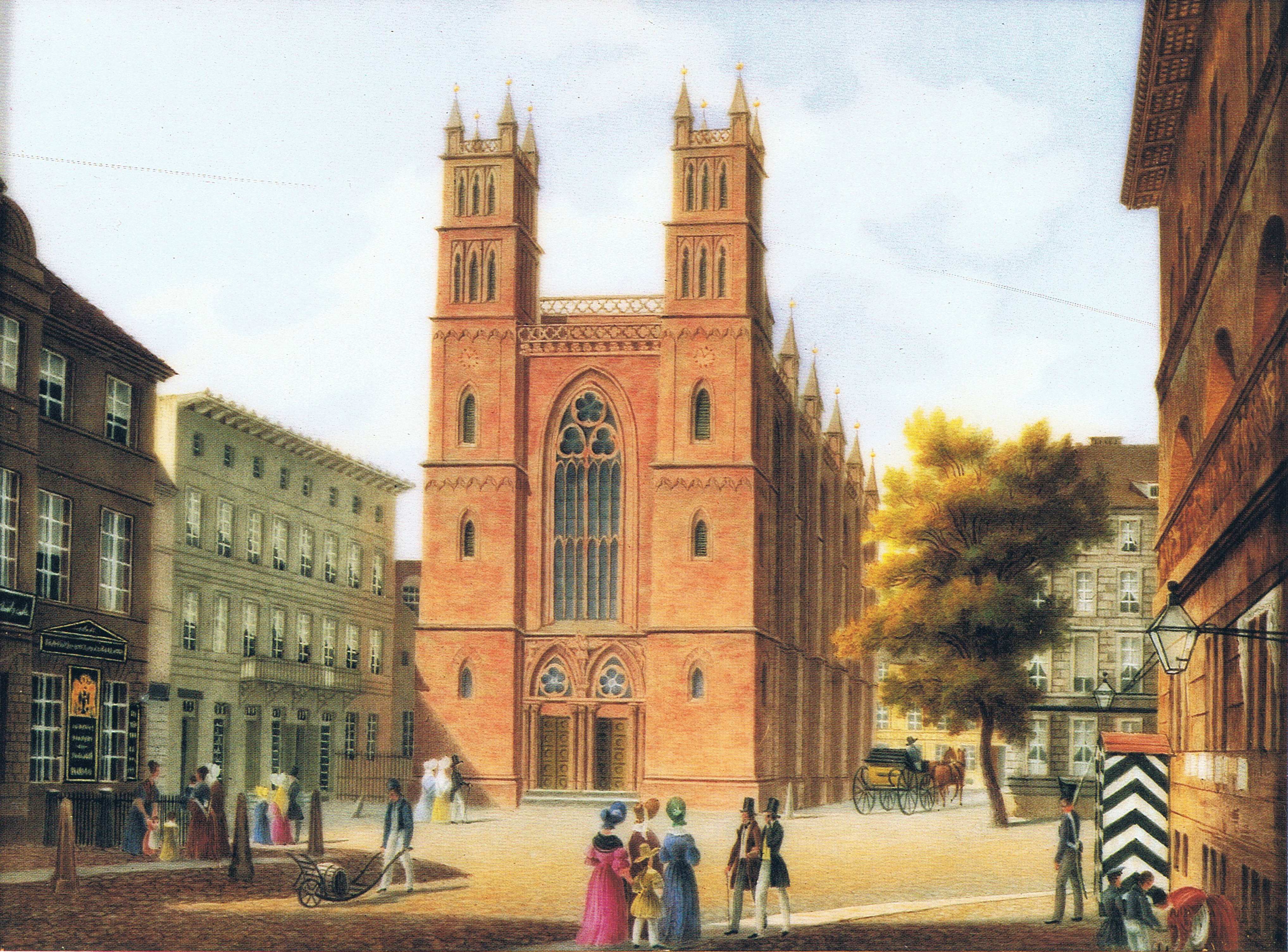
Widok w 1839
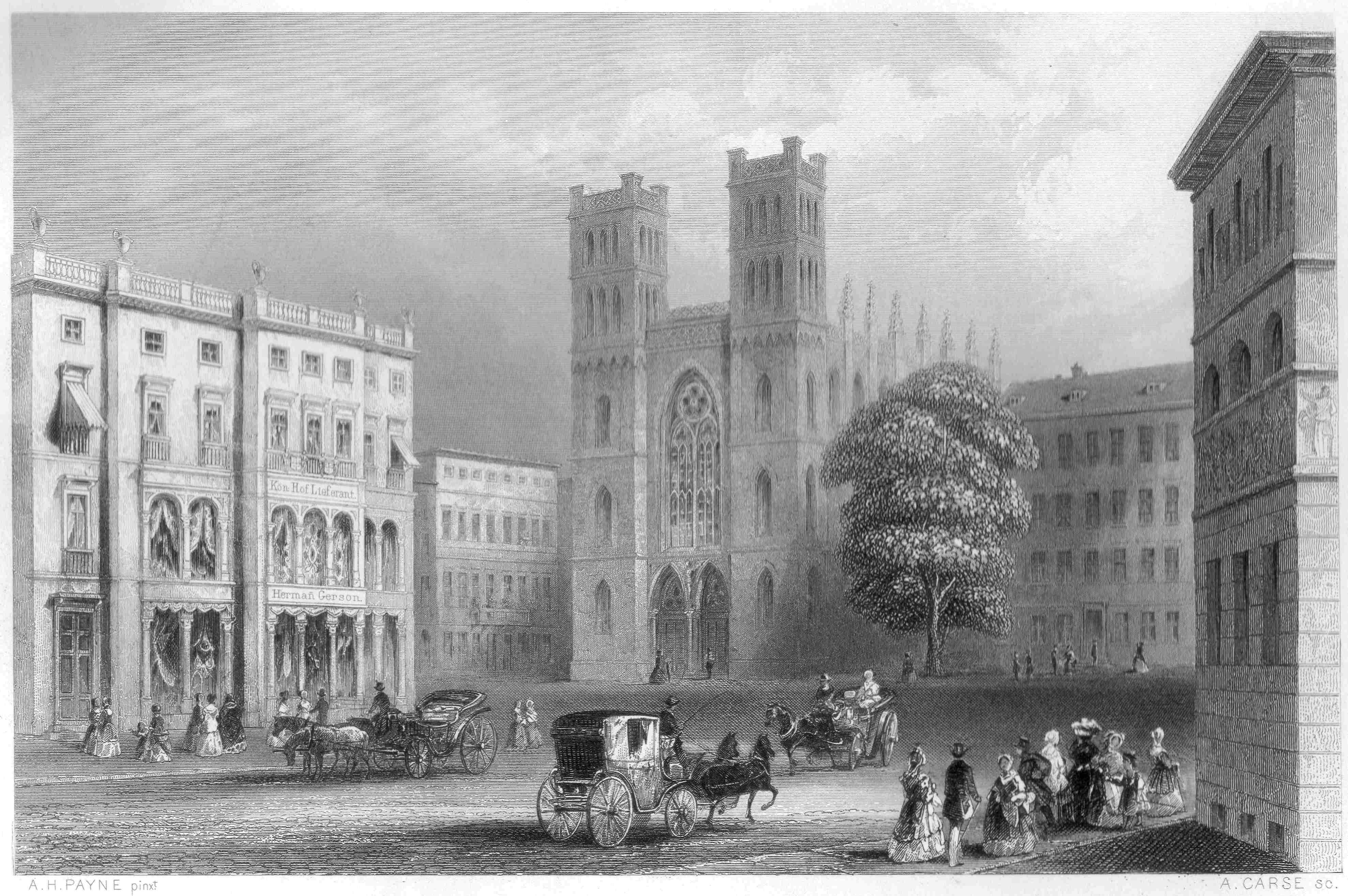
Widok w 1850, po przebudowie Stülera
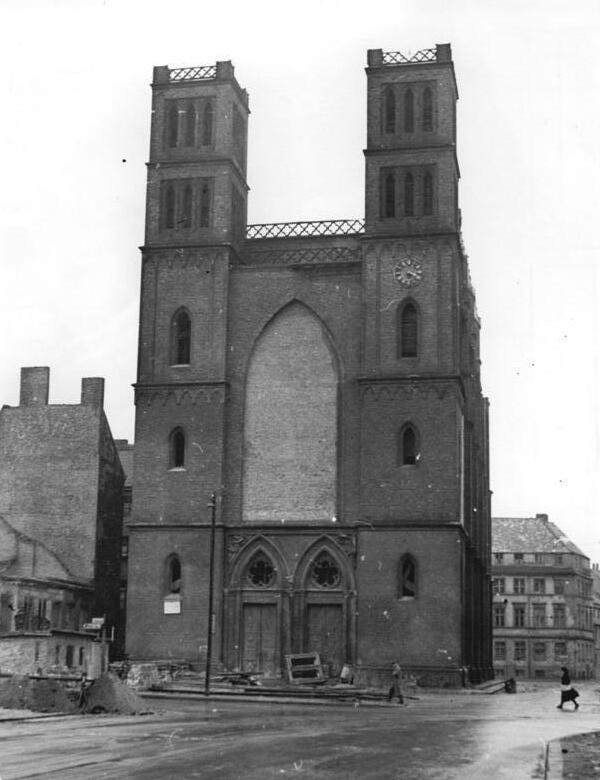
Zabezpieczony kościół w 1951
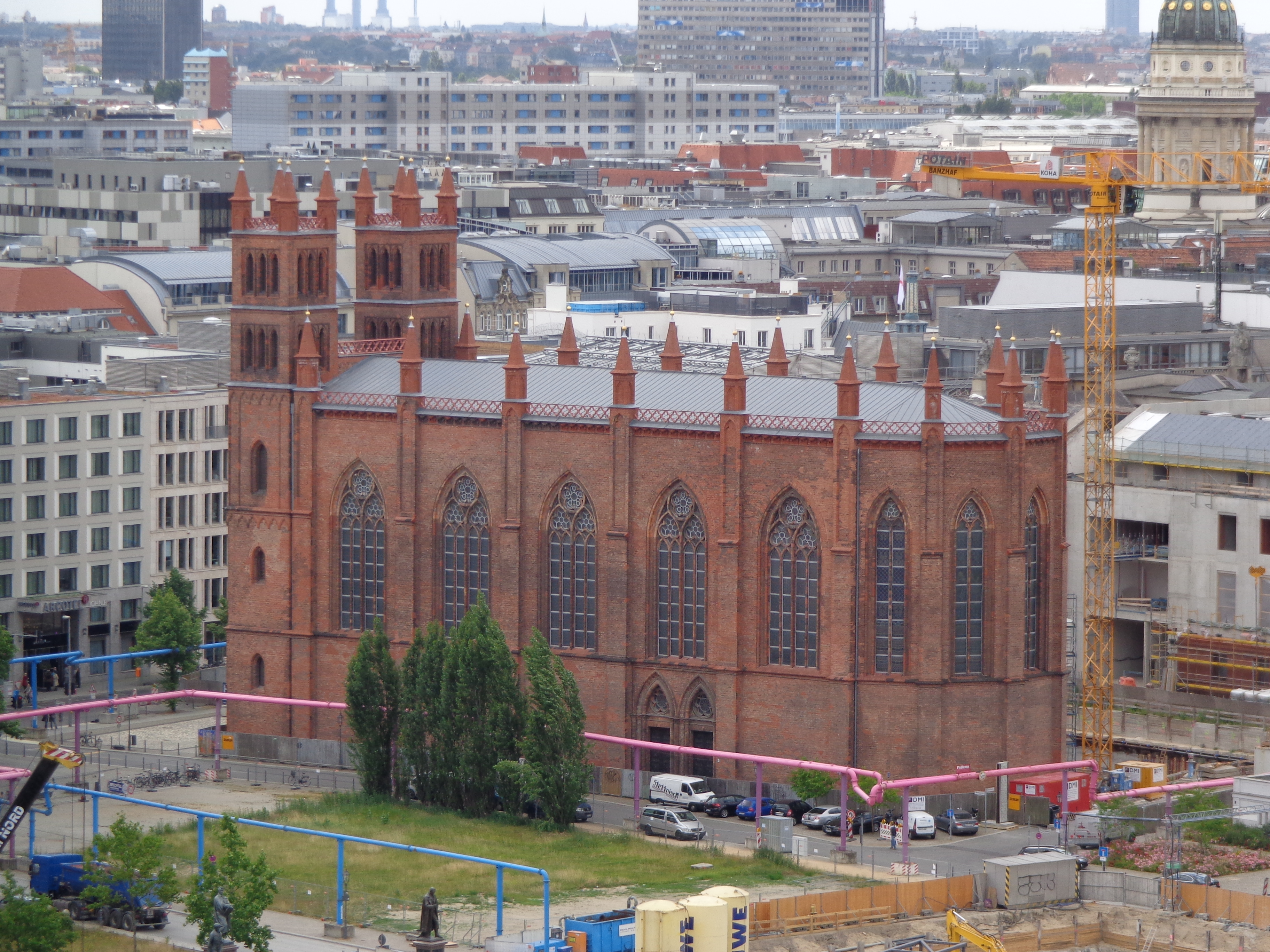
Widok z katedry przed budową sąsiednich budynków
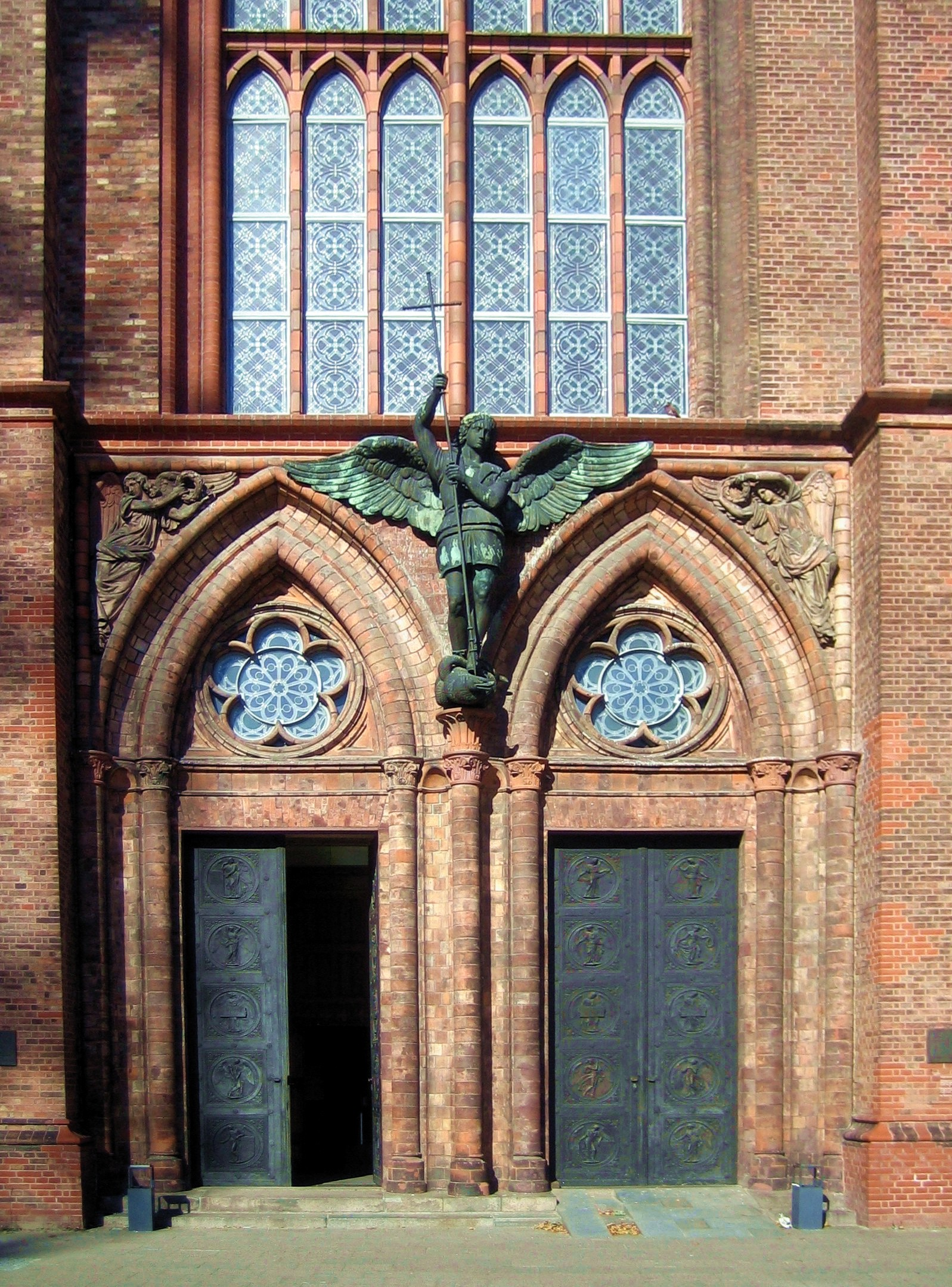
Portal główny
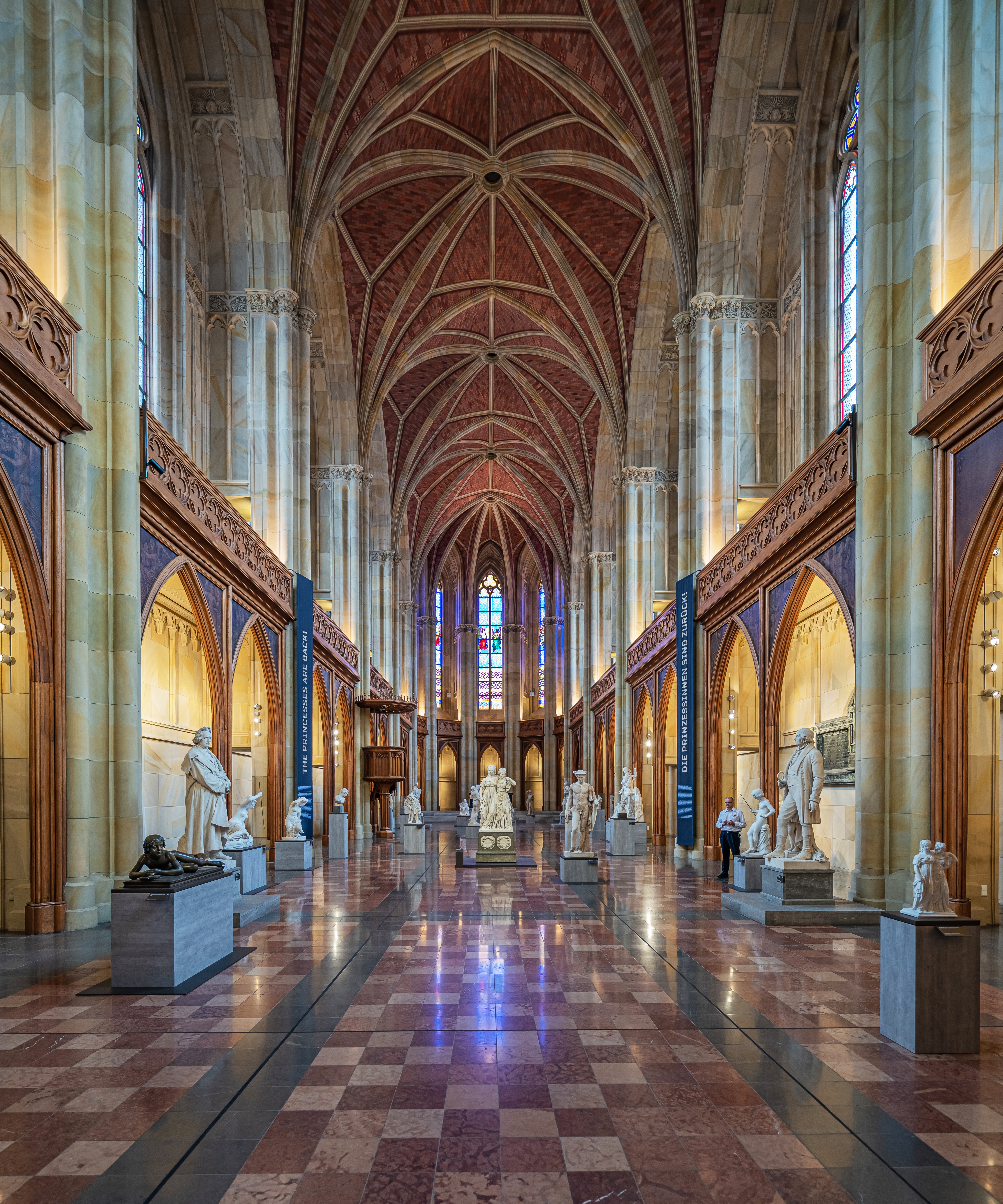
Wnętrze
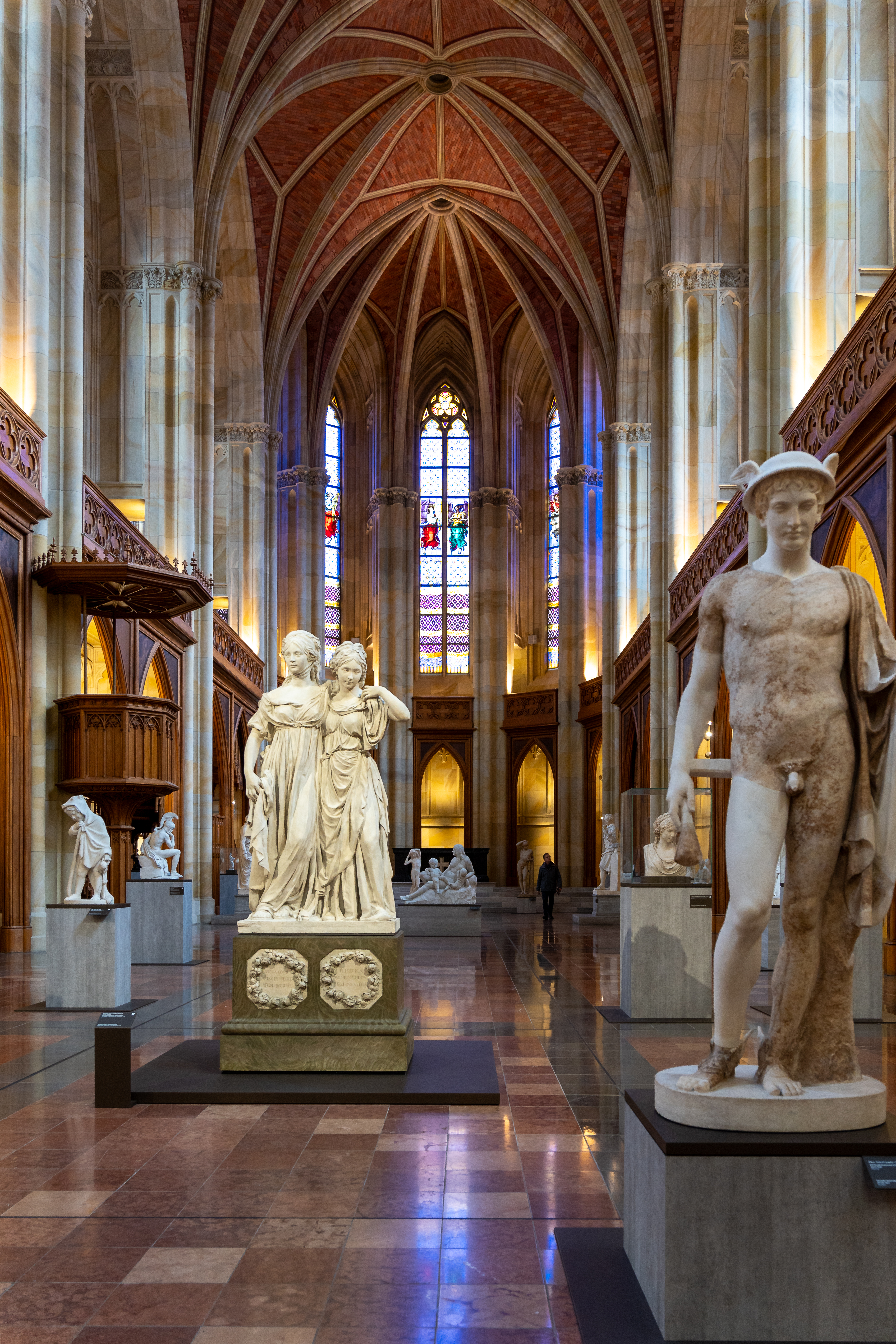
Wystawa
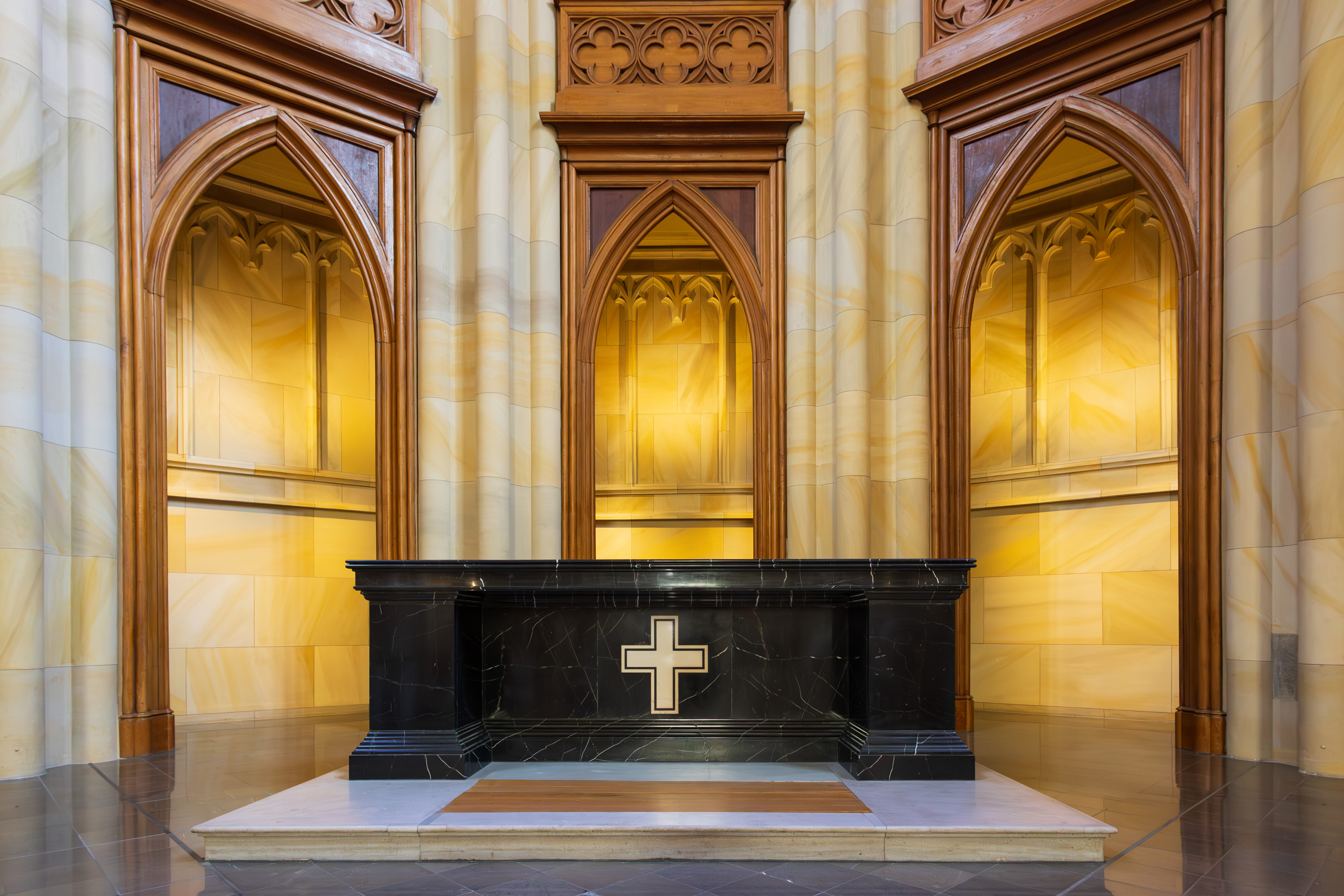
Mensa ołtarzowa